# Fissidens exilis
Fissidens exilis là một loài Rêu trong họ Fissidentaceae. Loài này được Hedw. mô tả khoa học đầu tiên năm 1801.